# 風間健
風間 健（かざま けん、1944年〈昭和19年〉10月6日 - ）は、日本の元キックボクサー、俳優。本名は筒井 稔（つつい みのる）。

## 来歴
愛知県出身。1961年（昭和36年）、17歳で、名古屋で空手入門。同年12月に空手選手権大会優勝。
1962年（昭和37年）、聖道会師範代理となる。木下師範から棒術、遠藤剣峰・北辰神明流日本修道館館長より詩吟、大木警察学校剣道師範より剣道、警視庁柔道師範・田代道場館長より柔道を伝授される。
1963年（昭和38年）、香川県多度津町にある少林寺拳法（宗道臣）師家のもと、宗教法人金剛禅総本山少林寺に入僧、道隆の僧名を得て武道専門学校に入学。同年、少林寺拳法全国大会で個人戦優勝、組手の部準優勝の成績を残す。1965年少林寺拳法名古屋中央道院と吉良道院を設立し、続いて愛知学院大学と中京女子短期大学でも少林寺拳法部を設立する。
1969年（昭和44年）ジャパンアクションクラブ設立。同年、キックボクシング東洋ミドル級王者となる。1970年（昭和45年）韓国に遠征、韓国代表と試合。跆拳道選手権試合でミドル級チャンピオン金選手に2ラウンド2KO勝ち。タイのムンスリーンジムに入門、2か月間キックボクシングを修行。ルンビニースタジアムの試合で日本人初のキックによるKO勝ち。タイの専門誌の表紙を飾る。帰国後連続KO記録を作る。
1972年（昭和47年）、58戦38勝5引分で、修業邁進のためキックボクシング引退。アメリカのユニバーサル映画『ドラゴンを消せ!』に準主役として出演し、ブルース・リーがプロデュースした『跆拳道は世界を制す』では主演となった。
1974年（昭和49年）、東京代田に風間塾を開設。以後、後進の指導にあたる。1976年フルコンタクト空手世界ミドル級王者。1998年から国士舘大学武道徳育研究所顧問となる。のちにジャパン・アフリカ経済文化交流協会（JAECA）の会長となる。

## 人物
昭和40年代のキックボクシング全盛期の選手のひとり。結婚し一男一女をもうけるが後に離婚。その長男は俳優の筒井道隆である。
昭和40年に少林寺拳法に入門し開祖・宗道臣に師事する。その後与えられた僧名は風間 道隆（かざま どうりゅう）。1971年に生まれた長男にその僧名を与えた。『截拳道への道』 を出版した際に開祖・宗道臣へ持参したが門前払いにされた。
「ブルース・リーとは友人」としてリーの武道の研究本も執筆しているが、無名時代から膨大な写真が残っているブルース・リーと一緒に撮った写真は一枚もない。また「ブルース・リーの銅像を建てよう！」と全国各地で募金活動を行い建ったのは自分の道場だった。風間はブルース・リーとの交友期間は1年と少しと述べている。

## 出演

### 映画
- やくざ刑事シリーズ（東映）
  - やくざ刑事（1970年） - 鳥井
  - やくざ刑事 マリファナ密売組織（1970年） - 風巻
  - やくざ刑事 恐怖の毒ガス（1971年） - 軍鶏
  - やくざ刑事 俺たちに墓はない（1971年） - エンジェル
- ドラゴンを消せ!（1973年、ユニバーサル）
- アンジェラ・マオ　テコンドーが炸裂する時 (1973年)
- 激突! 殺人拳（1974年、東映） - 韓仙岳
- 殺人拳2（1974年、東映） - 技斗
- 少林寺拳法 ムサシ香港に現わる（1976年11月27日、松竹） - 山中ムサシ
- 女高生 天使のはらわた（1978年）
- スーパーGUNレディ ワニ分署（1979年）
- 影武者（1980年）
- スニーカーぶる〜す（1981年）
- 駅/STATION (1981年)
- コールガール（1982年）
- ジ・ゴ・ロ　アーバンナイトストーリー (1991年) - 企画
- ワイルド・ハーレー (1993年)
- 海外ケンカ列伝 (2000年)
- キル・鬼ごっこ（2003年）
- 出村文男 ハリウッドの武道家（2015年）

### テレビドラマ
- ロボット刑事 (1973年) - 技斗
- 大都会 PARTII 第52話「追跡180キロ」（1978年、NTV・石原プロ） - 中川陽平
- 特捜最前線 第114話「サラ金ジャック・射殺犯桜井刑事!」（1979年、ANB・東映） - 木谷
- 12時間大型時代劇 竜馬がゆく（1982年、TX）
- 時代劇スペシャル おんな霧隠才蔵 戦国忍者風雲録（1982年、CX）
- 西部警察 PART-II 第19話「燃えろ !! 南十字星」（1982年、（ANB / 石原プロ） - 風間時男
- 西部警察 PART-III 第5話「生命果つるとも」（1983年、ANB / 石原プロ） - 梶原弘造